# Aaron Manby

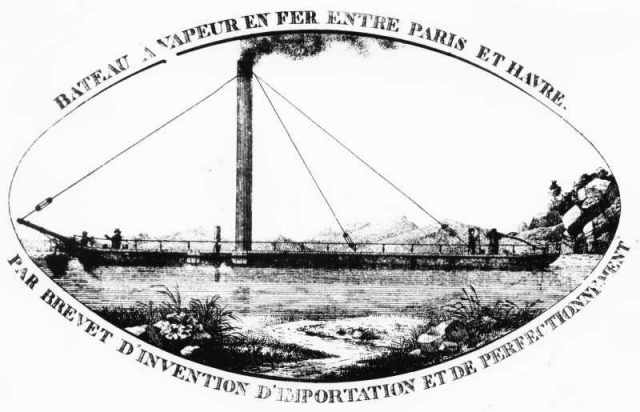
LAaron Manby, premier navire de mer à coque en fer au monde

Aaron Manby (15 novembre 1776, Albrighton, Shrewsbury, Shropshire - 1er décembre 1850, île de Wight) est un ingénieur civil anglais et le fondateur de la Horseley Ironworks, remarquable pour les nombreux ponts de canal en fer fin qu'il a construits. Le bateau à vapeur éponyme Aaron Manby a été le premier bateau à vapeur à coque en fer à prendre la mer, et il était propulsé par le brevet oscillant de Manby, un moteur à vapeur marin efficace et durable. 

## Carrière

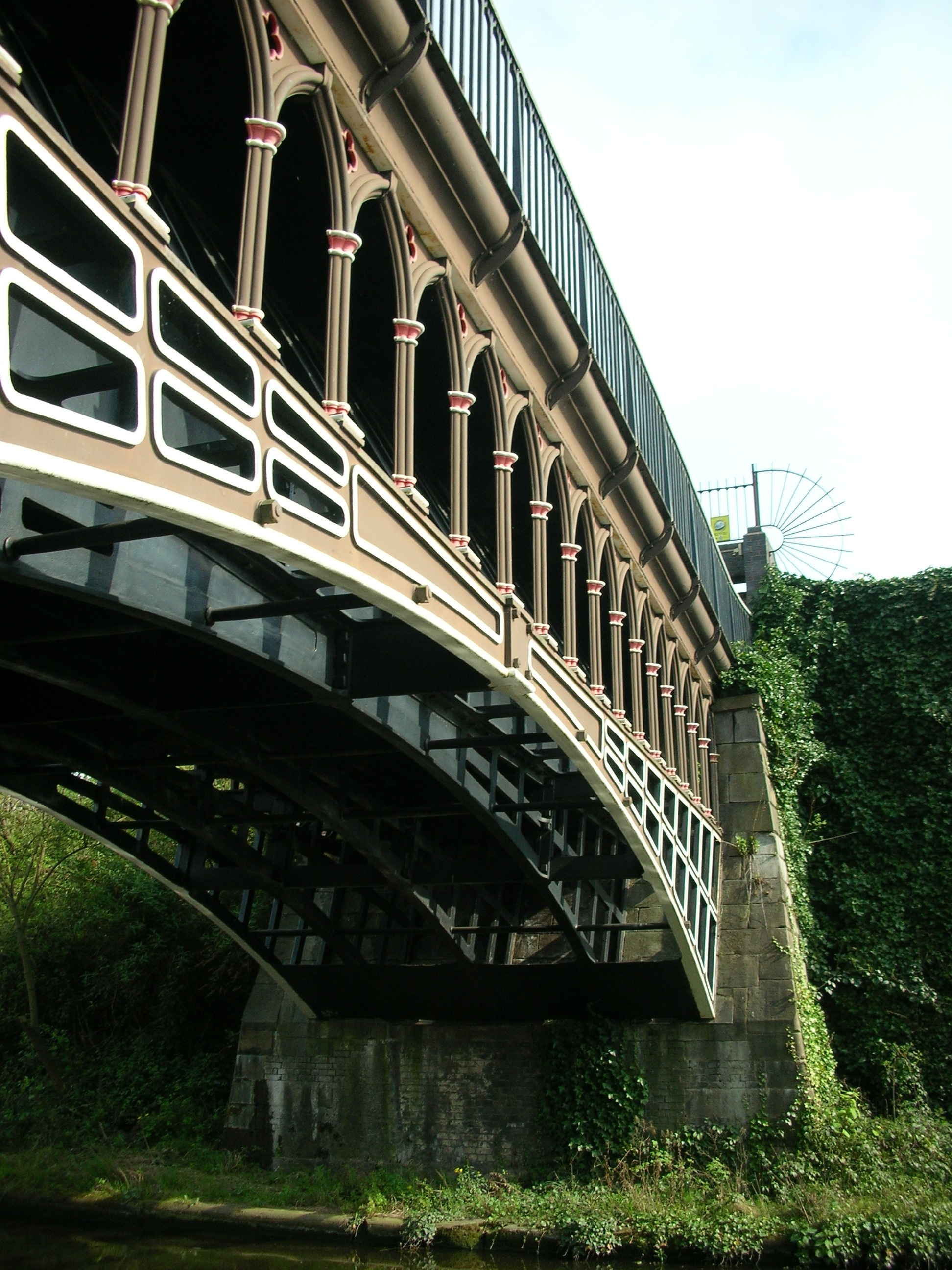
Aqueduc du bras moteur, 1828, l'un des ponts du canal de fer de Manby dans les Midlands anglais

En 1812, Manby est associé directeur de Horseley Coal and Iron Co, Tipton, Staffordshire. Elle exploite des mines de charbon, des hauts fourneaux pour fabriquer du fer et divers ateliers. Manby étend son activité au génie civil.
En 1813, Manby obtient le brevet n° 3705 pour un moyen de couler les scories des hauts fourneaux en blocs pour la construction. En 1815, l'entreprise fournit un pont tournant en fonte, peut-être le premier des nombreux ponts en fer de Horseley.
En 1821, se diversifiant dans l'ingénierie mécanique, Manby obtient le brevet britannique n ° 4558 pour son "moteur oscillant" conçu pour être utilisé dans les navires. La même année, Horseley Ironworks construit le premier bateau à vapeur de mer au monde, nommé Aaron Manby, à l'aide de son moteur oscillant,. Le bateau est construit à Tipton à l'aide de boulons temporaires, démonté pour le transport vers Londres et remonté sur la Tamise en 1822, cette fois à l'aide de rivets permanents.
Entre 1819 et 1822, Manby s'implante en France et débute des travaux d'ingénierie à Charenton-le-Pont, sous la direction du chimiste irlandais Daniel Wilson. Cette décision controversée permet à la France de ne plus acheter de moteurs fabriqués en Angleterre, ce qui rend Manby quelque peu impopulaire,.
En 1822, la Compagnie d'Éclairage par Gaz Hydrogène de Manby et Wilson fournit l'éclairage au gaz pour plusieurs rues de Paris. Selon Michel Cotte, "La société Manby & Wilson est certainement la plus grande société d'origine britannique qui s'est implantée en France sous la Restauration". En 1826 Manby et Wilson rachète la Fonderie du Creusot aux frères Chagot. Cette acquisition ne sera pas couronnée de succès puisque cette société sera mise en faillite en juin 1833 puis reprise par les frères Adolphe et Eugène Schneider en 1836. Leur "Compagnie Anglaise" a fonctionné jusqu'en 1847. 
La forge Horseley de Manby profite du commerce croissant des canaux, fabriquant des ponts-canaux dans les Midlands anglais, notamment l'aqueduc de bras de moteur (1825) et deux ponts itinérants à Smethwick Junction (1828).

## Famille
Manby est né à Albrighton, Shropshire, le 15 novembre 1776, d'Aaron Manby de Kingston, Jamaïque et Jane Lane de Bentley.  
Il épouse d'abord Julia Fewster. Ils ont un fils, Charles Manby, qui devient secrétaire de l'Institution of Civil Engineers . Julia est décédée en 1807. 
En 1807, Manby épouse ensuite Sarah Ann Haskins, avec qui il a une fille, Sarah Maria (décédée en 1826), et quatre autres fils. Les trois plus vieux d'entre eux, John Richard (1813-1869), Joseph Lane (1814-1862) et Edward Oliver (1816-1864), deviennent également ingénieurs civils. Sarah Ann est décédée en 1826.